# Roberto Drago Maturo
Roberto Drago Maturo (Breña, Provincia de Lima, 12 de septiembre de 1951) es un exfutbolista y entrenador peruano. Es hijo de Roberto «Tito» Drago; hermano de Miguel, el Cura, y Jaime Drago, todos exfutbolistas, y padre del también exfutbolista Ignacio Drago y de la modelo y actriz Emilia Drago. Actualmente tiene 73 años.

## Trayectoria
Empezó su carrera en las divisiones inferiores de Universitario. A mediados de 1969, fue transferido a Deportivo Municipal, que retornaba ese año a primera división. En 1974 llega al Defensor Lima, participa en la Copa Libertadores de ese año y logra posteriormente el título de la Copa Simón Bolívar 1975. Jugó, además, por Atlético Chalaco y Sporting Cristal y, en Segunda División, por Lawn Tennis, donde finalizó su carrera.
Tras su retiro, fue entrenador del Alianza Atlético, logrando el subcampeonato de la Copa Perú de 1984, y de la selección sub-17 del Perú en 1990 y 1991. También fue entrenador-jugador de Lawn Tennis y posteriormente, dirigió a Deportivo Municipal en distintas etapas. 
También participó como comentarista de Cable Mágico Deportes en la transmisión de los partidos del torneo peruano y en el programa Versus, hasta agosto del 2009, en que fue contratado para dirigir al Sport Boys. Con este club, logró el título de la Segunda División Peruana 2009 y su retorno a la primera división del Perú. Luego de dejar, a mediados del año siguiente, al cuadro rosado, volvió a su labor como comentarista deportivo en el canal CMD y posteriormente en Gol Perú.

## Clubes

### Como futbolista
| Club                | País | Año       |
| ------------------- | ---- | --------- |
| Deportivo Municipal | Perú | 1969-1973 |
| Defensor Lima       | Perú | 1974-1975 |
| Deportivo Municipal | Perú | 1976      |
| Atlético Chalaco    | Perú | 1977      |
| Deportivo Municipal | Perú | 1978-1980 |
| Sporting Cristal    | Perú | 1981-1982 |
| Lawn Tennis         | Perú | 1983      |
| Lawn Tennis         | Perú | 1987      |

### Como asistente
| Club               | País | Año  | Asistente De     |
| ------------------ | ---- | ---- | ---------------- |
| Selección nacional | Perú | 1993 | Vladimir Popović |

### Como entrenador
| Club                | País | Año       |
| ------------------- | ---- | --------- |
| Alianza Atlético    | Perú | 1984      |
| Lawn Tennis         | Perú | 1987      |
| Alianza Atlético    | Perú | 1994      |
| Deportivo Municipal | Perú | 1997      |
| Deportivo Municipal | Perú | 2000-2002 |
| Sport Boys          | Perú | 2009-2010 |

## Palmarés

### Como futbolista
| Título             | Club          | Sede     | Año  |
| ------------------ | ------------- | -------- | ---- |
| Copa Simón Bolívar | Defensor Lima | Colombia | 1975 |

### Como entrenador
| Título                    | Club       | País | Año  |
| ------------------------- | ---------- | ---- | ---- |
| Segunda división del Perú | Sport Boys | Perú | 2009 |